# تجدید دیدار آمریکایی
تجدید دیدار آمریکایی (انگلیسی: American Reunion) فیلمی در ژانر کمدی به کارگردانی جان هورویتس و چهارمین فیلم از سری پای آمریکایی است که در سال ۲۰۱۲ منتشر شد.

## بازیگران
- جیسن بیگز در نقش جیم لوونستین
- آلیسون هانیگان در نقش میشل
- توماس ایان نیکلاس در نقش کوین مایرز
- کریس کلاین در نقش آز
- شان ویلیام اسکات در نقس استیو استیفلر
- ادی کی توماس در نقش پاول فینچ
- تارا رید در نقش ویکی
- یوجین لوی در نقش نوح لوونستین پدر جیم
- ناتاشا لیون
- منا سوواری در نقش هدر
- شانون الیزابت در نقش نادیا
- جنیفر کولیج در نقش مادر استیفلر
- کریس اوون در نقش شرمن شرمیناتور
- جان چو
- کاترینا بودن در نقش نامزد آز
- دانیا رامیرز در نقش کارا
- الی کوبرین
- ربکا د مورنی در نقش مادر فینچ
- نیل پاتریک هریس
- چاد جانسون
- ویک ساهای در نقش رئیس استیفلر